# Jakub Przebinda
Jakub Przebinda (* 28. března 1981) je český divadelní herec.
Studium herectví začal na pražské konzervatoři a pak pokračoval na ostravské konzervatoři, tato studia úspěšně ukončil roku 2000. Je členem muzikálového souboru Městského divadla Brno.

## Role v Městském divadle Brno
- Fedotík – Tři sestry
- Jenda Rilke, Albrecht – Probuzení jara
- Kornelius Hackel – Hello, Dolly!
- 2. gangster, 2. milionář, Liftboy – Sugar! (Někdo to rád horké)
- Jean Prouvaire – Les Misérables (Bídníci)
- Emanuel Schikaneder – Mozart!
- Jan – Papežka
- Lucenzio – Zkrocení zlé ženy
- Kuba – My Fair Lady (ze Zelňáku)
- Ottavio – Tři v tom
- 3. dítě, 1. vymahač, strážník, soused – Pokrevní bratři
- Bork – Baron Trenck
- Marek, technik – Hra, která se zvrtla
- Potentát, Miladin manžel – Šakalí léta